# فرانک میکلوشیچ
فرانک میکلوشیچ (Franz Xaver Ritter von Miklosich; ۲۹ نوامبر ۱۸۱۳ – ۷ مارس ۱۸۹۱) زبان‌شناس اهل اسلونی.

## زندگی اولیه
میکلوشیچ در روستای کوچک رادومرزکاک در نزدیکی شهر لیدوتروم، که بعدها بخشی از امپراتوری اتریش بود، متولد شد. او فارغ‌التحصیل دانشگاه گراتس با اخذ دکترای فلسفه است.